# Сенсорная память
Се́нсорная па́мять (сенсорные регистры) — гипотетическая подсистема памяти, обеспечивающая сохранение результатов переработки сенсорной системой поступающих в органы чувств стимулов после прекращения воздействия стимула. Такое удержание происходит в течение очень короткого времени (1-2 секунды). В зависимости от вида органов чувств различают память иконическую (зрение), эхоическую (слух), тактильную (осязание) и другие виды сенсорной памяти.
В некоторых моделях памяти (Р. Аткинсон и др.) сенсорная память рассматривается как блок очень кратковременной памяти, наряду с блоками кратковременной (рабочая память) и долговременной (семантическая память) памяти.
Содержимое сенсорной памяти не может быть увеличено с помощью повторений. Содержимое сенсорной памяти, как и оперативной памяти, непосредственно доступно сознанию, но в отличие от оперативной памяти не может быть изменено им.
Сенсорная информация, до размещения в сенсорной памяти, подвергается обработке, в результате которой в ней выделяются составляющие, относящиеся к объектам реального мира, формируются образы этих объектов, извлекается (формируется) пространственная, семантическая, прагматическая и другая информация, дополняется информацией о вызываемых эмоциях. И хотя сенсорная картина мира кажется цельной, она собирается из результатов нервной деятельности десятков взаимодействующих областей мозга (нейронных сетей), ответственных за реализацию конкретных аспектов сенсорного представления мира, в том числе за выделение различного рода объектов реального мира. В случае, если сформированные восприятия (семантические содержания), в том числе отдельные составляющие образа объекта, недостаточны сильны для того, чтобы достичь сознания (так называемые подпороговые (сублиминальные) восприятия), и появиться в поле его непосредственного доступа, они попадают в личное бессознательное, то есть долговременную память, откуда они могут быть доступны в области сознания, например, с применением гипноза.
Сформированные в ходе обработки сенсорной информации и размещённые в сенсорной памяти объекты памяти, могут содержать интегрированную, мультимодальную сенсорную и двигательную информацию о событии (о сопровождавших это событие зрительных образах, звуках, вкусовых, соматосенсорных и прочих ощущениях, в привязке ко времени и месту в пространстве), а также о сопровождавших восприятие реальных объектов эмоциях. Решающую роль в формировании таких объектов, содержащих целостное восприятие картины того или иного события, играет взаимодействие трёх структур: передних ядер таламуса, эмоциональных центров лимбической системы и системы памяти в гиппокампе.
Одновременно объектами сенсорной памяти, являются всё её содержание, представляющее собой текущую общую целостную сенсорную картину мира, образ всего реального мира, как наибольшего его объекта, содержащего все остальные его объекты, отдельные сенсорные образы, содержащиеся в различных видах сенсорной памяти: визуальной, звуковой, тактильной, обонятельной, вкусовой, а также образы, представляющие собой различные сочетания одномодальных сенсорных образов: аудиовизуальных, визуально-тактильных и т. п. Как и другие объекты, эти образы также могут быть перемещены из сенсорной в кратковременную память и далее в долговременную.
Такой перенос осуществляется с различным сочетанием сенсорных модальностей, разной детальностью и чёткостью, определяемой характеристиками образа воспринятого объекта, способностями человека, его физическим и психическим состоянием, областью его деятельности, вниманием, видом (интерес, удивление, восхищение, страх и т. д.) и силой вызываемых образом эмоций и другими факторами.
Например, образ некоторого блюда для повара, потребителя, врача-диетолога, химика, фотографа, художника будет существенно отличаться. Для потребителя образ будет включать визуальные, вкусовые и запаховые, прагматические составляющие. У повара, дополнительно, образ будет включать ещё моторное процедурное содержание по приготовлению блюда. У фотографа и художника в ходе их деятельности образ в большей степени будет визуальным. Звуковой составляющей не будет ни у кого, кроме, возможно, повара, которая будет связана с моторной процедурной составляющей по приготовлению блюда.
В максимальной своей детальности и чёткости сенсорные образы мира называются эйдетическими, основу их в большинстве случаев образует визуальная картина, в них также могут и зачастую входят и другие сенсорные модальности (слуховые, тактильные, двигательные, вкусовые, обонятельные).
Суммарно сенсорные системы человека формируют и обрабатывают поток информации, скорость которого составляет около 11 миллионов бит в секунду.
Временные характеристики функционирования наиболее изучены для сенсорной зрительной (иконической) и эхоической памяти. По времени хранения сенсорная зрительная и эхоическая память является ультра кратковременной. «Эта система удерживает довольно точную и полную картину мира, воспринимаемую органами чувств. Длительность сохранения картины очень невелика, порядка 0,1 — 0,5 с.».